# Кушелевка (станция)
Ку́шелевка — узловая железнодорожная станция в Санкт-Петербурге, расположенная на Соединительной линии Октябрьской железной дороги. Обслуживает пригородные поезда Приозерского и Ириновского направлений.
Станция находится между Полюстровским проспектом и Политехнической улицей, рядом с началом улицы Карбышева. Электрифицирована в 1958 году в составе участка Финляндский вокзал — Мельничный Ручей.
На Кушелевке останавливаются все пригородные электропоезда, следующие от Финляндского вокзала к узловой станции Пискарёвка, кроме электропоездов повышенной комфортности.
Название происходит от имени исторического района города Кушелевка.
Рядом со станцией расположено трамвайное кольцо (маршруты № 38, 48). Ближайшие станции метро —  «Лесная» и «Площадь Мужества».

## Окрестные достопримечательности
- Старинные здания станции
- Санкт-Петербургский государственный лесотехнический университет имени С. М. Кирова — старинные здания и парк.
- Главная геофизическая обсерватория имени А. И. Воейкова
- Средняя школа № 104 имени М. С. Харченко на пересечении Кантемировской улицы и улицы Харченко (Кантемировская ул., 30/27). 1930—1932, архитектор В. О. Мунц (реконструкция 2008) — памятник конструктивизма.
- Площадь Мужества — архитектурный ансамбль, посвященный памяти защитников блокадного Ленинграда, а также памятник конструктивизма «Круглые бани» (архитектор А. С. Никольский), торговый центр микрорайона, станция метро

## Фотогалерея

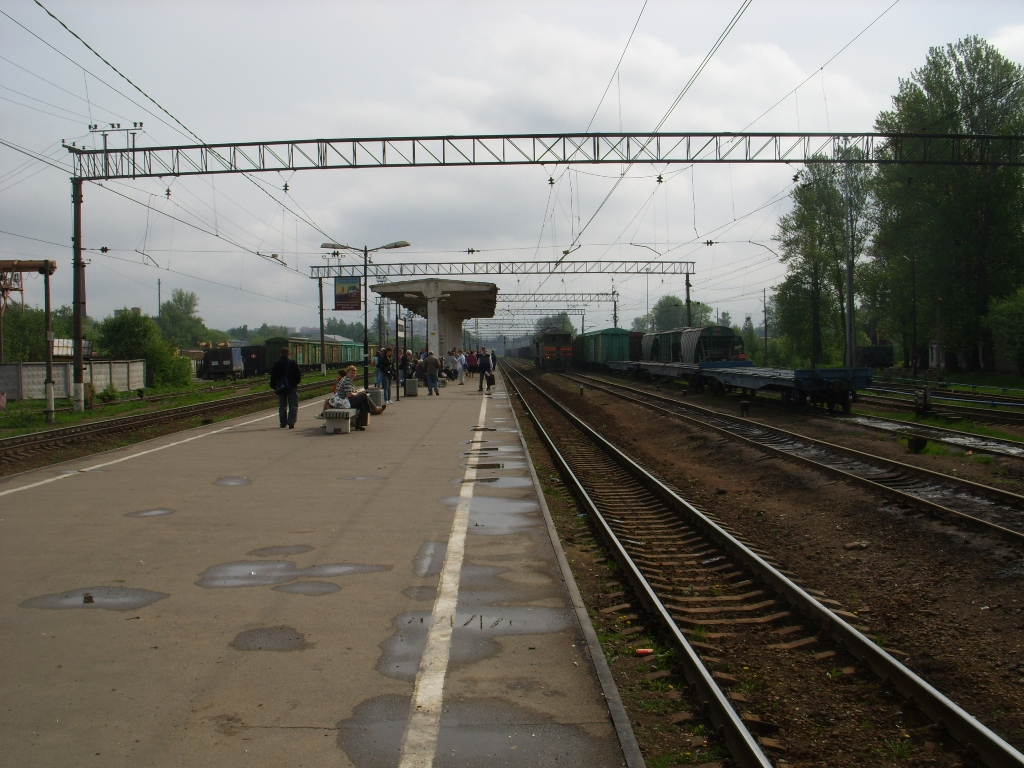
Платформа станции, вид на восток
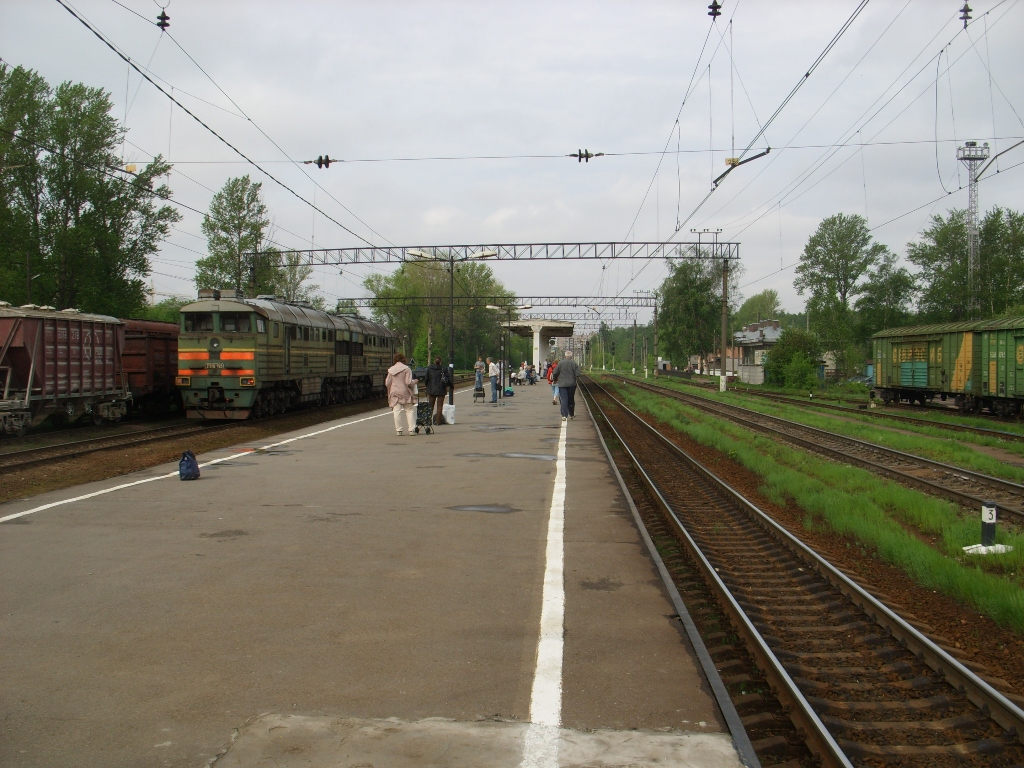
Платформа станции, вид на запад
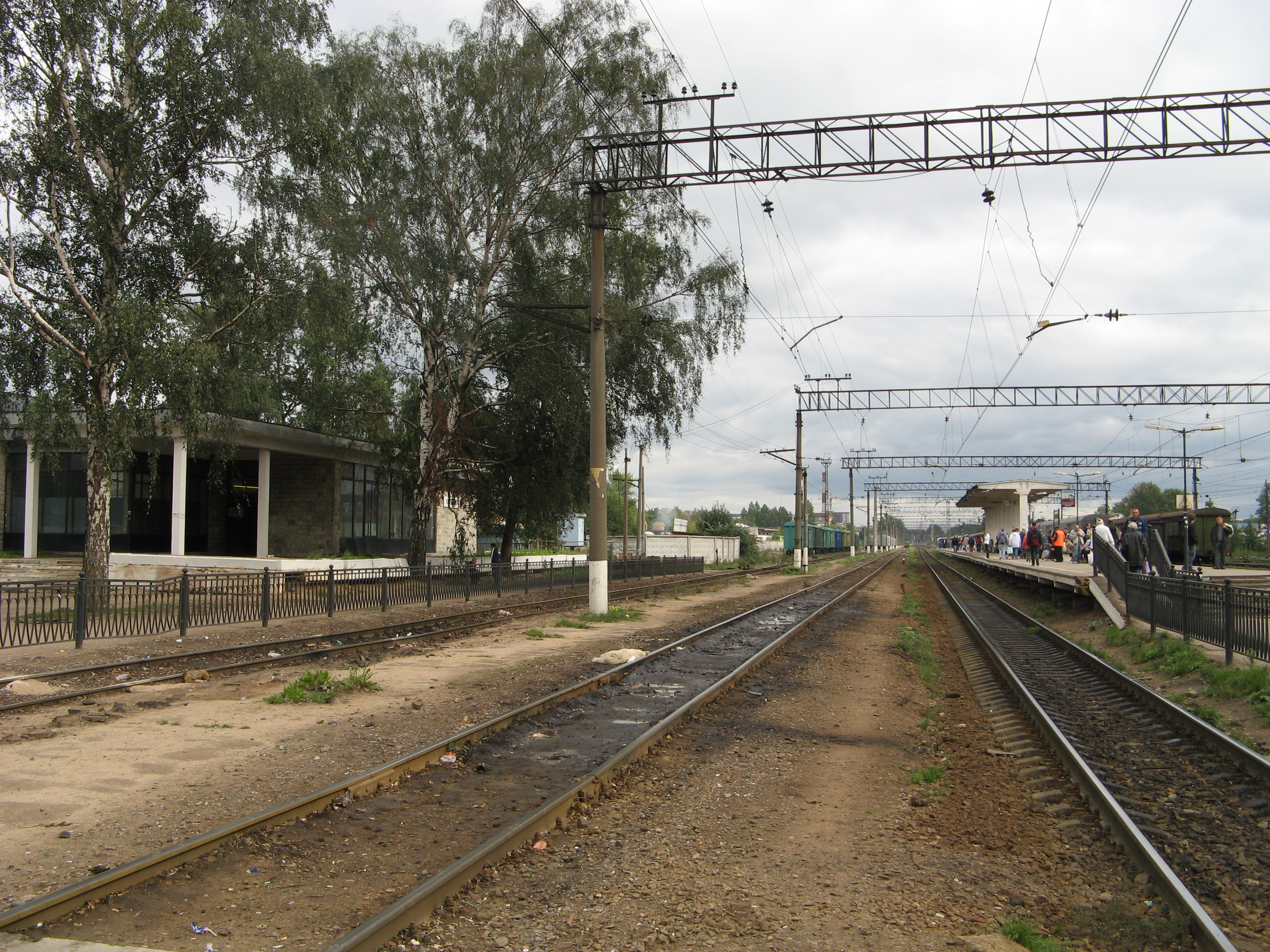
Путевое развитие станции, вид на запад
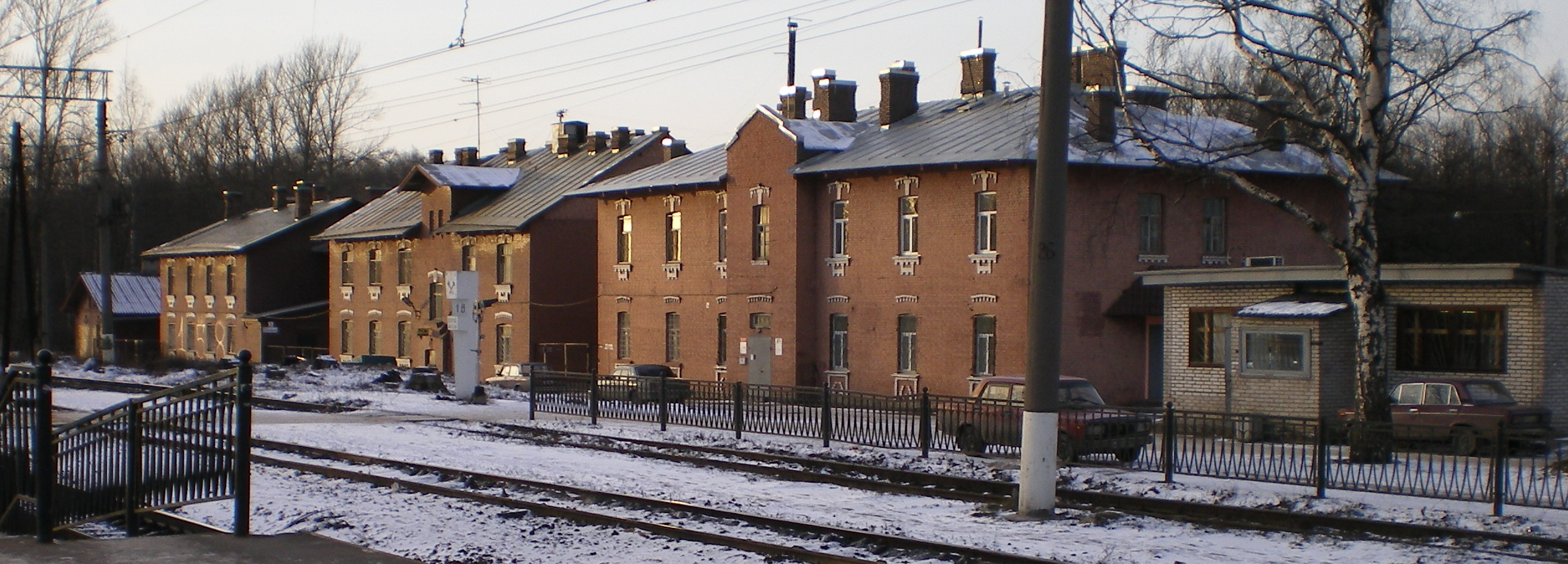
Здания станции
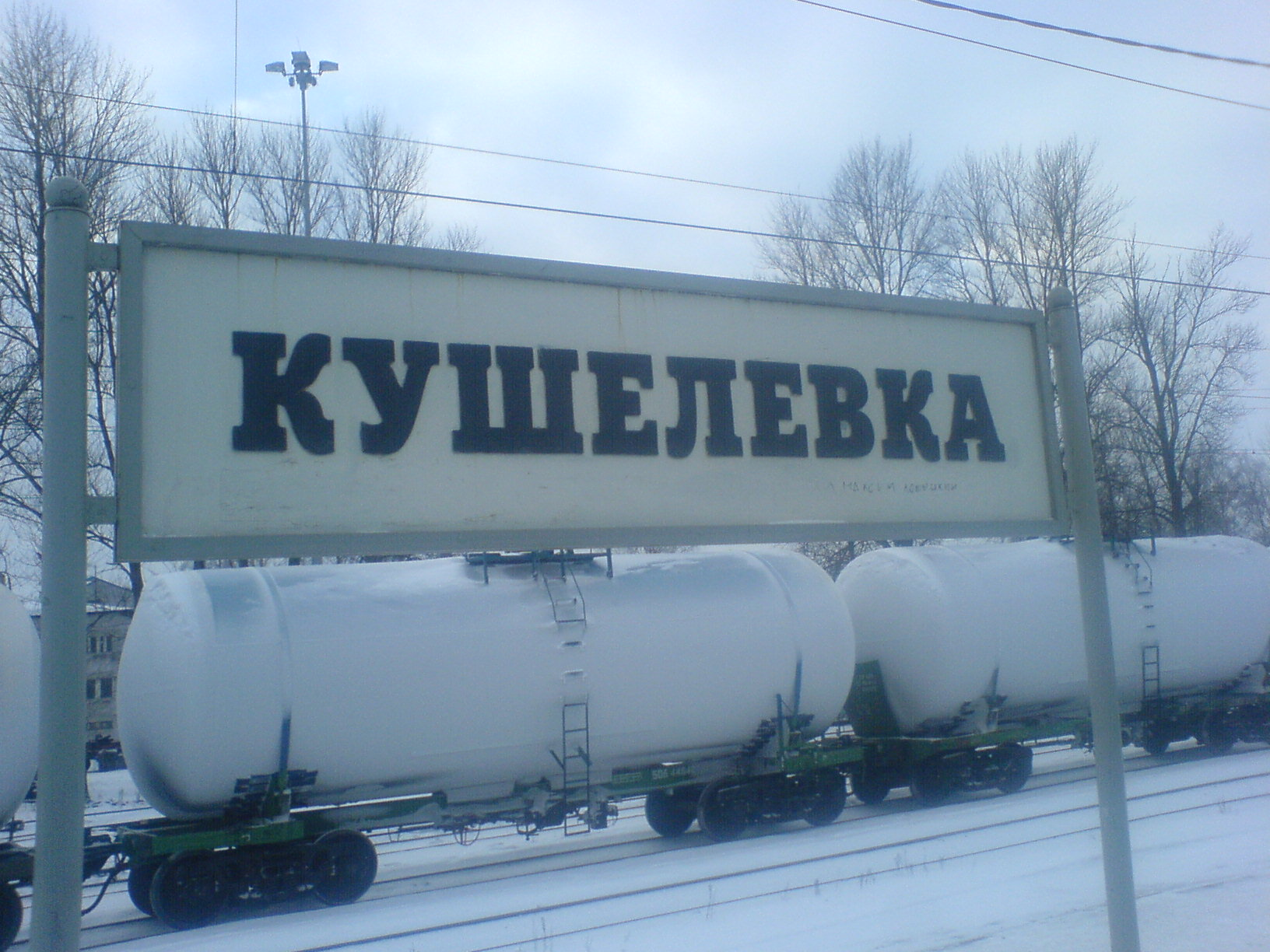
Табличка с наименованием платформы
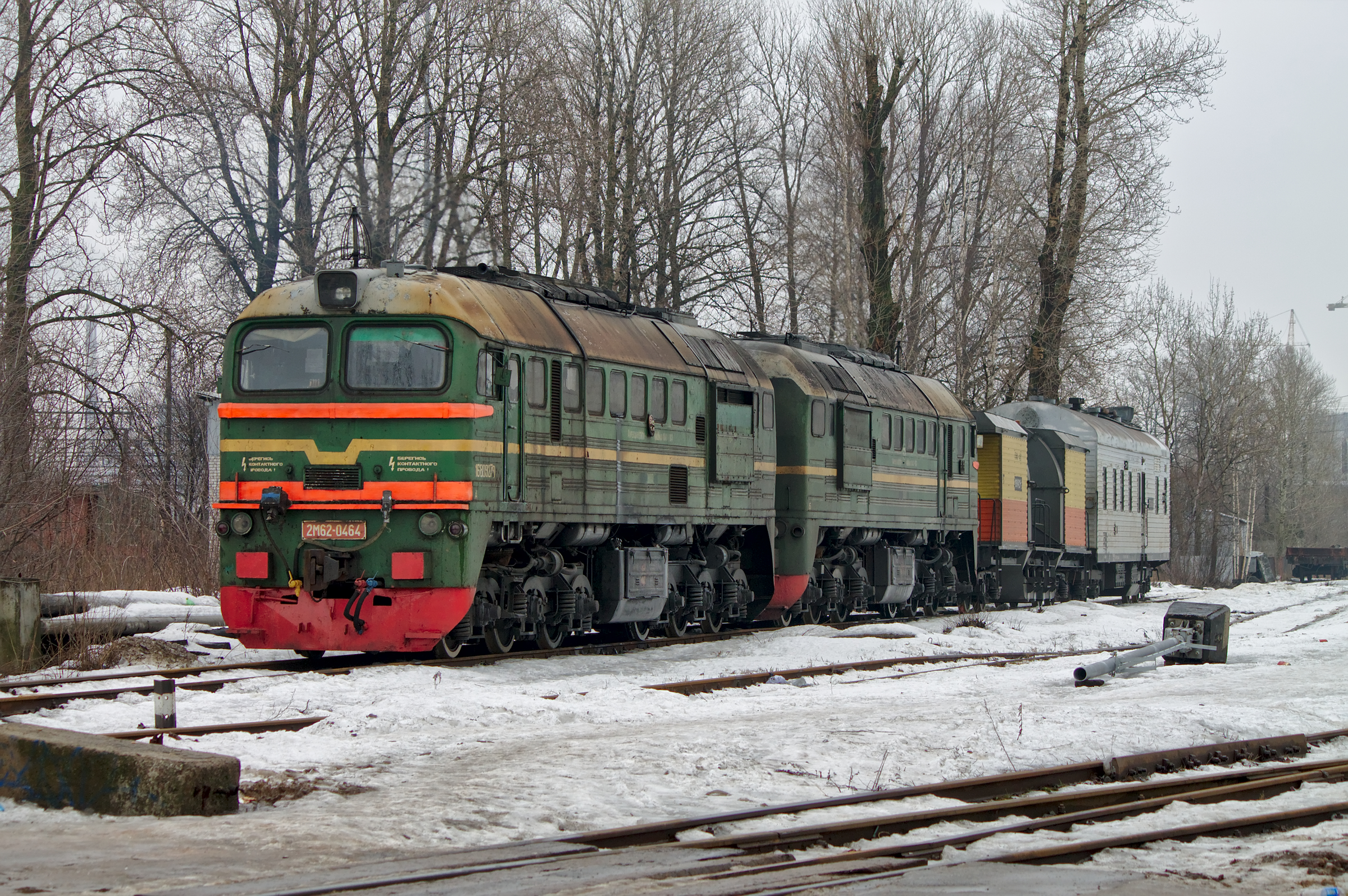
Тепловоз 2М62 на станции